# 蒂亞內蒂
42°6′30″N 44°57′55″E / 42.10833°N 44.96528°E

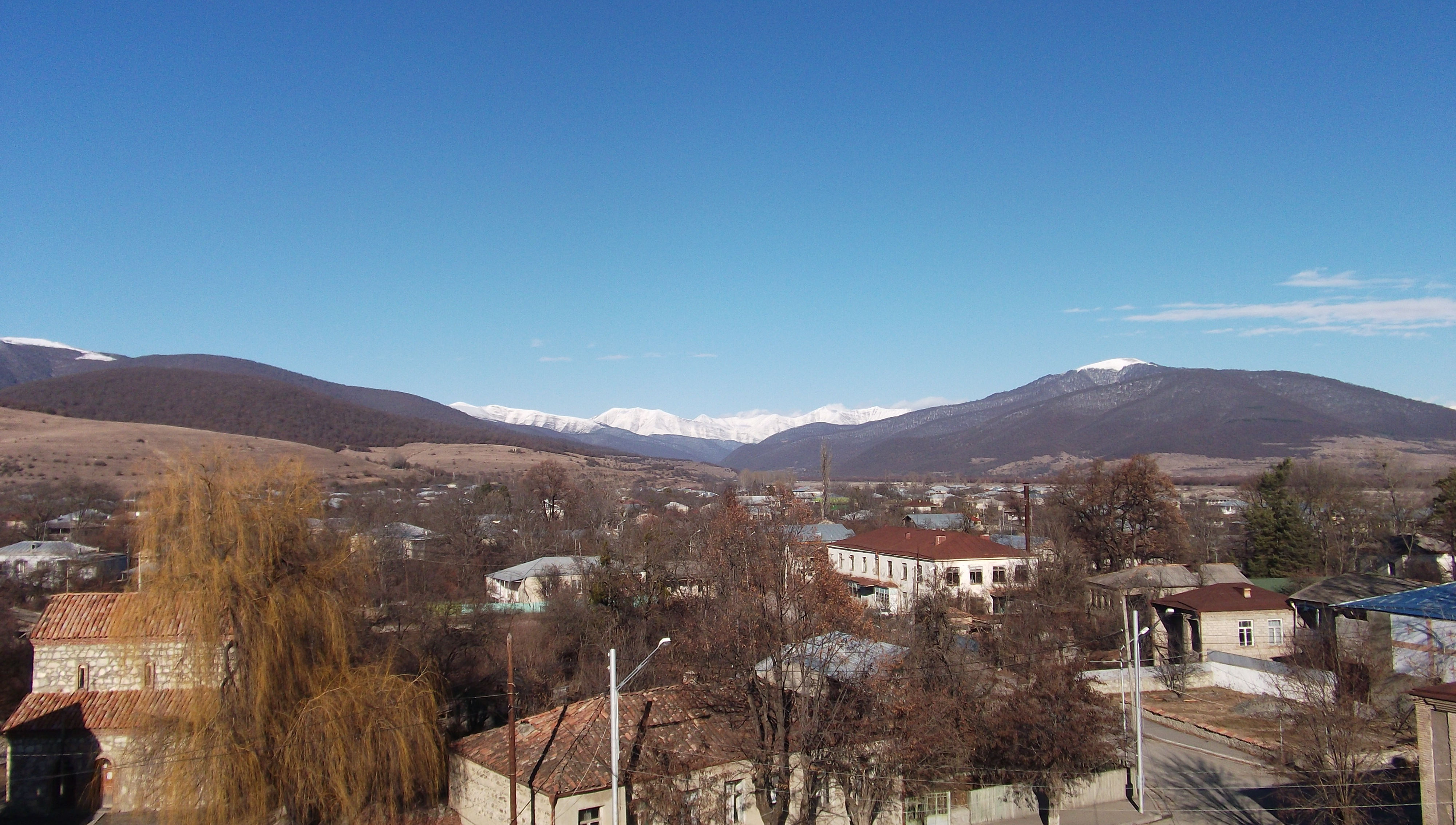
蒂亞內蒂

蒂亞內蒂，是格魯吉亞東北部姆茨赫塔-姆蒂亚内蒂大区蒂亞內蒂市鎮的城鎮及其行政中心。處於高加索山脈地區，2014年人口2,479。